# 圣殿教堂 (布里斯托尔)
51°27′07″N 2°35′13″W / 51.452°N 2.587°W

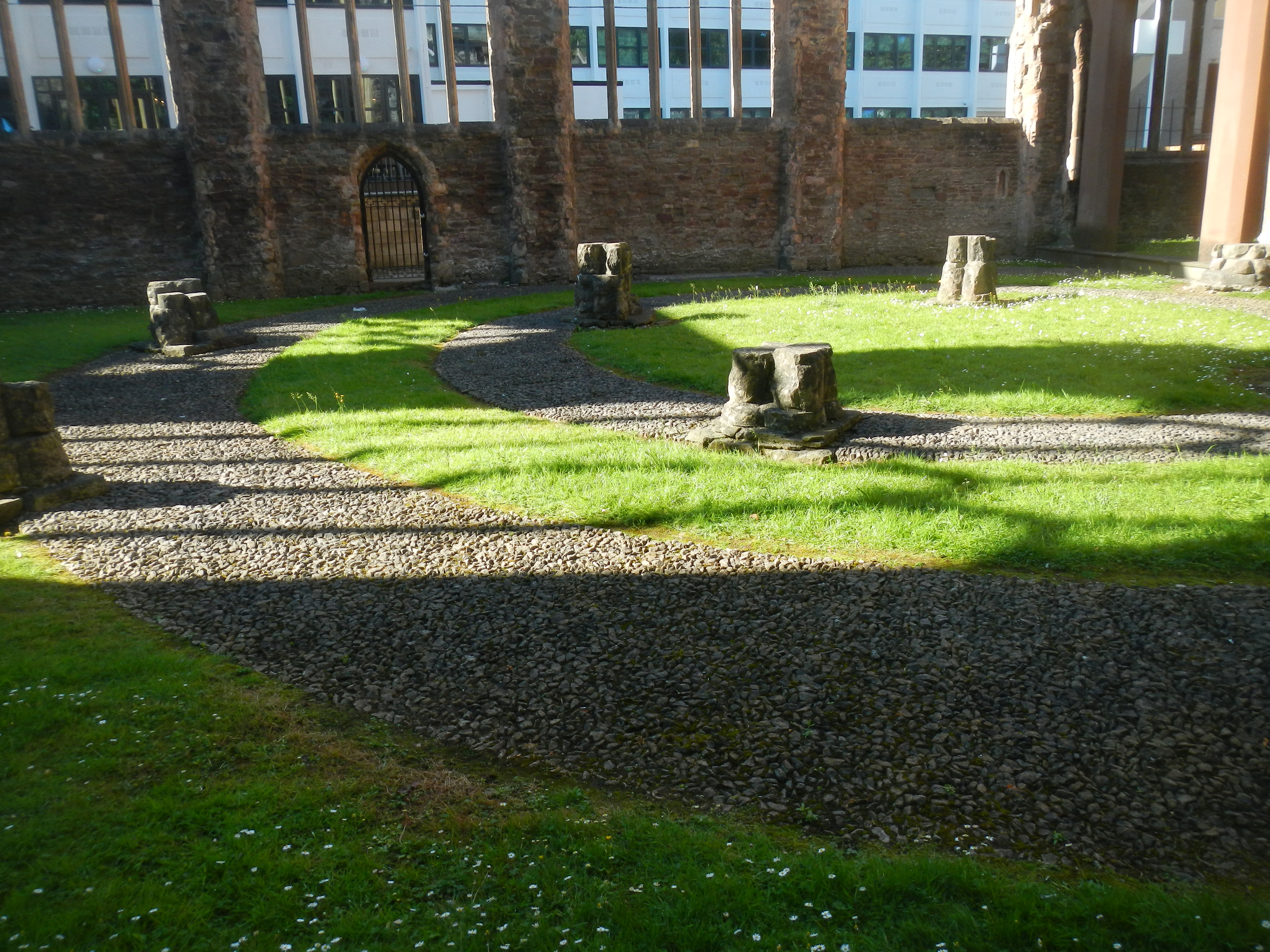

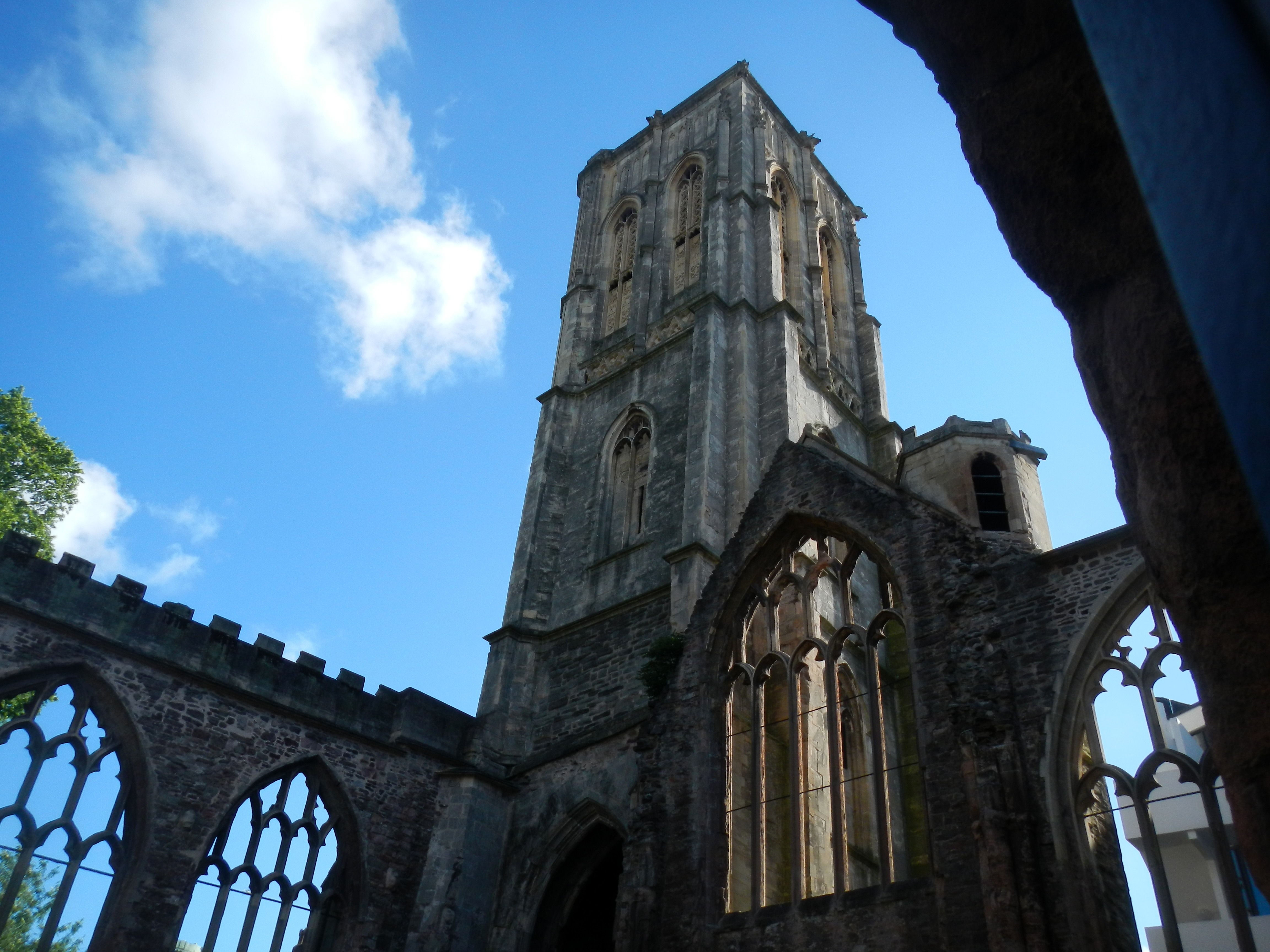
内部

圣殿堂（Temple Church）又名圣十字堂（Holy Cross Church）是英格兰布里斯托尔的一处教堂废墟，位于雷德克利夫区（Redcliffe）。此处原为 圣殿骑士团的教堂，于12世纪在格洛斯特伯爵罗伯特的土地上建造。1313年，在圣殿骑士团被取缔后，医院骑士团获得了教堂。到14世纪早期，该堂又作为堂区教堂。从这时起，开始重建教堂，到1460年完成。最后建造的是西侧的斜塔。1540年英国解散修道院时，医院骑士团失去财产。1544年，教堂被布里斯托尔市议会收购。
1788年，循道会和圣公会的牧师在此为裁缝乔治·卢金斯驅魔。
该堂在二战中遭到轰炸，大部分被毁。现已列为 II* 级登录建筑。

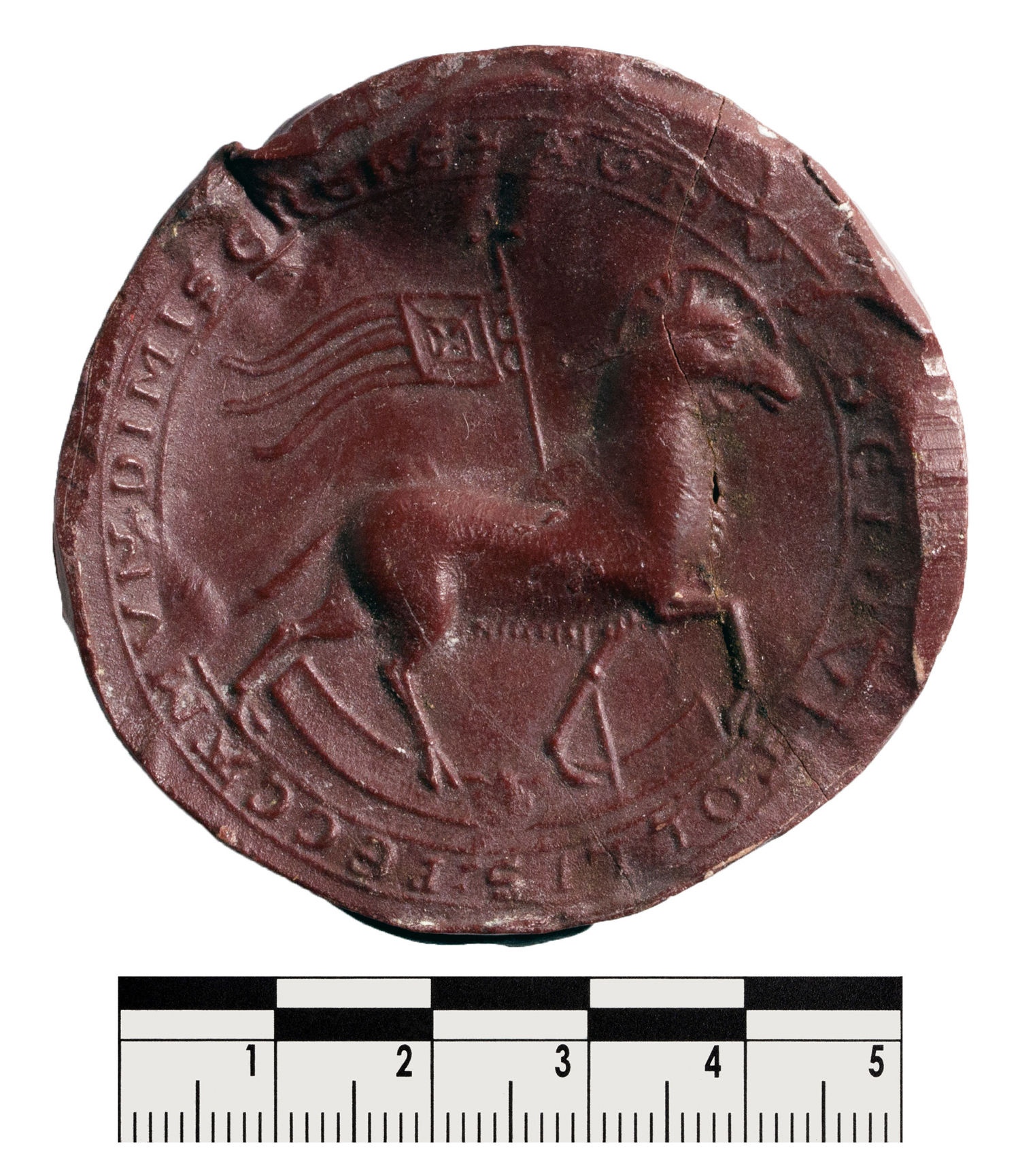
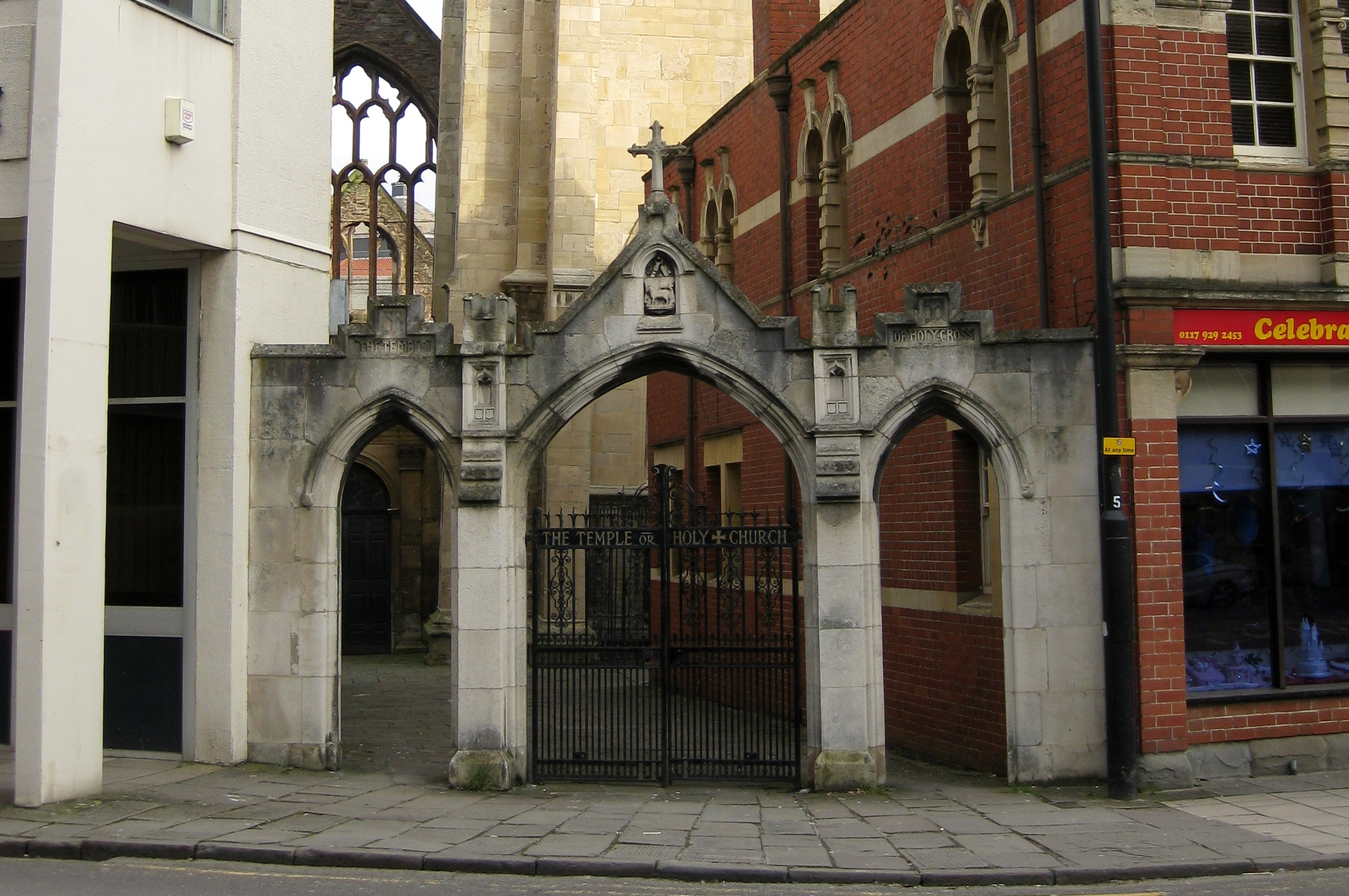
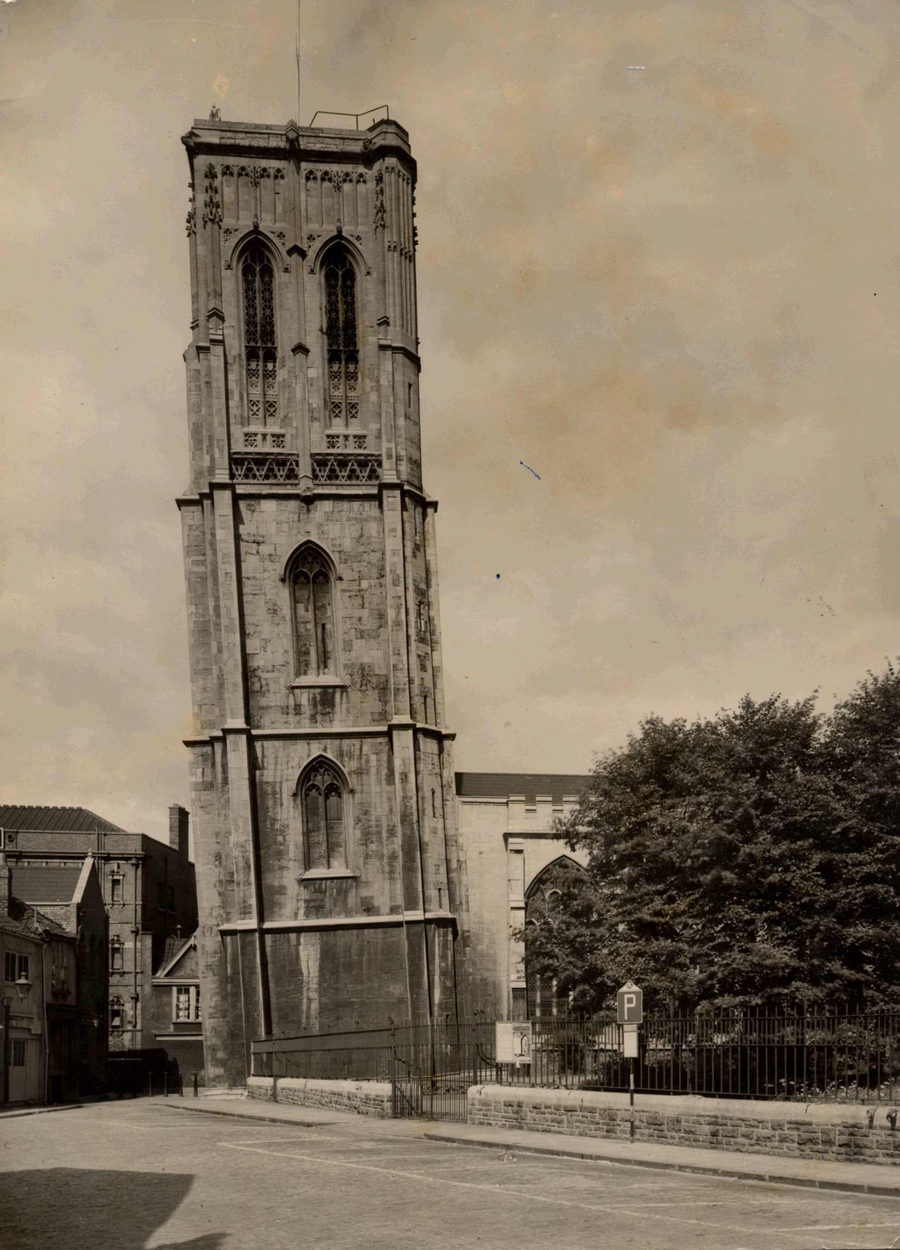
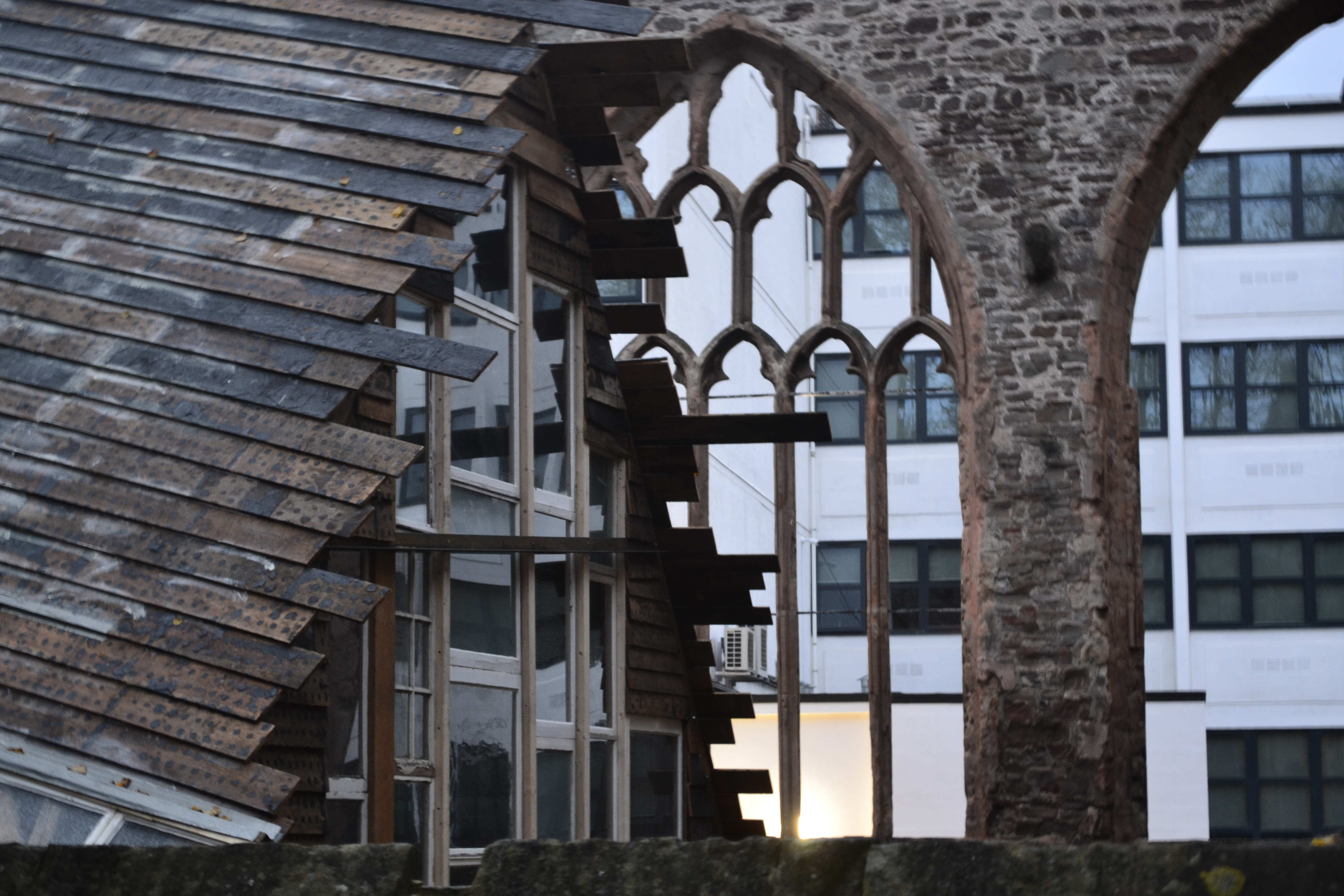